# Taxi (1998)
Taxi (bra: Táxi - Velocidade nas Ruas; prt: Táxi - Uma Viagem Alucinante) é um filme francês lançado em 1998. Foi seguido por mais três continuações e um remake nos EUA em 2004.

## Elenco
- Samy Naceri como Daniel Morales
- Frédéric Diefenthal como Emilien
- Marion Cotillard como Lily
- Manuela Gourary como Camille, mãe de Emilien
- Emma Sjöberg como Petra
- Bernard Farcy como Comissário Gibert
- Dan Herzberg como Paulo